# Пясъчник (река)
Вижте пояснителната страница за други значения на Пясъчник.
 Тази статия е за реката.  За язовира вижте Пясъчник (язовир).  За седиментната скала вижте Пясъчник.
Пясъчник е река в Южна България – Област Пловдив, общини Хисаря, Съединение, Марица и Пловдив, ляв приток на река Марица. Дължината ѝ е 72 km, която ѝ отрежда 44-то място сред реките на България.
Река Пясъчник води началото си от 1512 m н.в., на 300 m западно от връх Шилигарка (1577 m) в Същинска Средна гора, под името Меча река. По цялото си протежение реката тече в югоизточна посока – до село Старосел в дълбока долина, а след язовир „Пясъчник“ – в Горнотракийската низина, където коритото ѝ е коригирано с водозащитни диги. Влива се отляво в река Марица на 155 m н.в., в североизточната част на град Пловдив.
Площта на водосборния басейн на реката е 663 km2, което представлява 1,25% от водосборния басейн на Марица, а границите на басейна ѝ са следните:
- на югозапад – с водосборния басейн на река Потока;
- на северозапад – с водосборния басейн на река Луда Яна;
- на север, североизток и изток – с водосборния басейн на река Стряма.

Основни притоци: → ляв приток, ← десен приток
- → Обесначка река
- → Раковица
- ← Манев дол
- → Мааме
- → Кощовица
- → Червенковчето
- → Алаван дере
- ← Бански дол (влива се в язовир „Пясъчник“)
- ← Калаващица (влива се в язовир „Пясъчник“, най-голям приток)
- ← Попско дере

Реката е с дъждовно-снежно подхранване, като максимумът е в периода февруари-юни, а минимумът – юли-октомври. Среден годишен отток при село Любен – 2,3 m3/s, като нивото на реката зависи изцяло от изпускането на води от язовир „Пясъчник“ и през по-голямата част от времето е напълно безводна.
Въпреки че коритото на реката в Горнотракийската низина навсякъде е коригирано с водозащитни диги невъднъж река Пясъчник е излизала от дигите и е наводнявала околните райони.
По течението на реката са разположени 5 населени места, в т.ч. 1 град и 4 села:
- Община Хисаря – Старосел;
- Община Съединение – Церетелево, Неделево;
- Община Марица – Труд;
- Община Пловдив – Пловдив;

Почти 100% от водите на реката се използват за напояване в Горнотракийската низина.
По долината на реката на протежение от 10 km, от стената на язовир „Пясъчник“ до село Голям чардак преминава участък от третокласен път № 606 от Държавната пътна мрежа гара Копривщица – Стрелча – село Труд.
На 2 км над село Старосел, на левия бряг на реката се намира тракийската могила „Четиньова могила“, в която са открити тракийска гробница и старо тракийско селище.

## Топографска карта
- Лист от карта K-35-49. Мащаб: 1 : 100 000.
- Лист от карта K-35-50. Мащаб: 1 : 100 000.
- Лист от карта K-35-62. Мащаб: 1 : 100 000.